# كاميرا نيركام

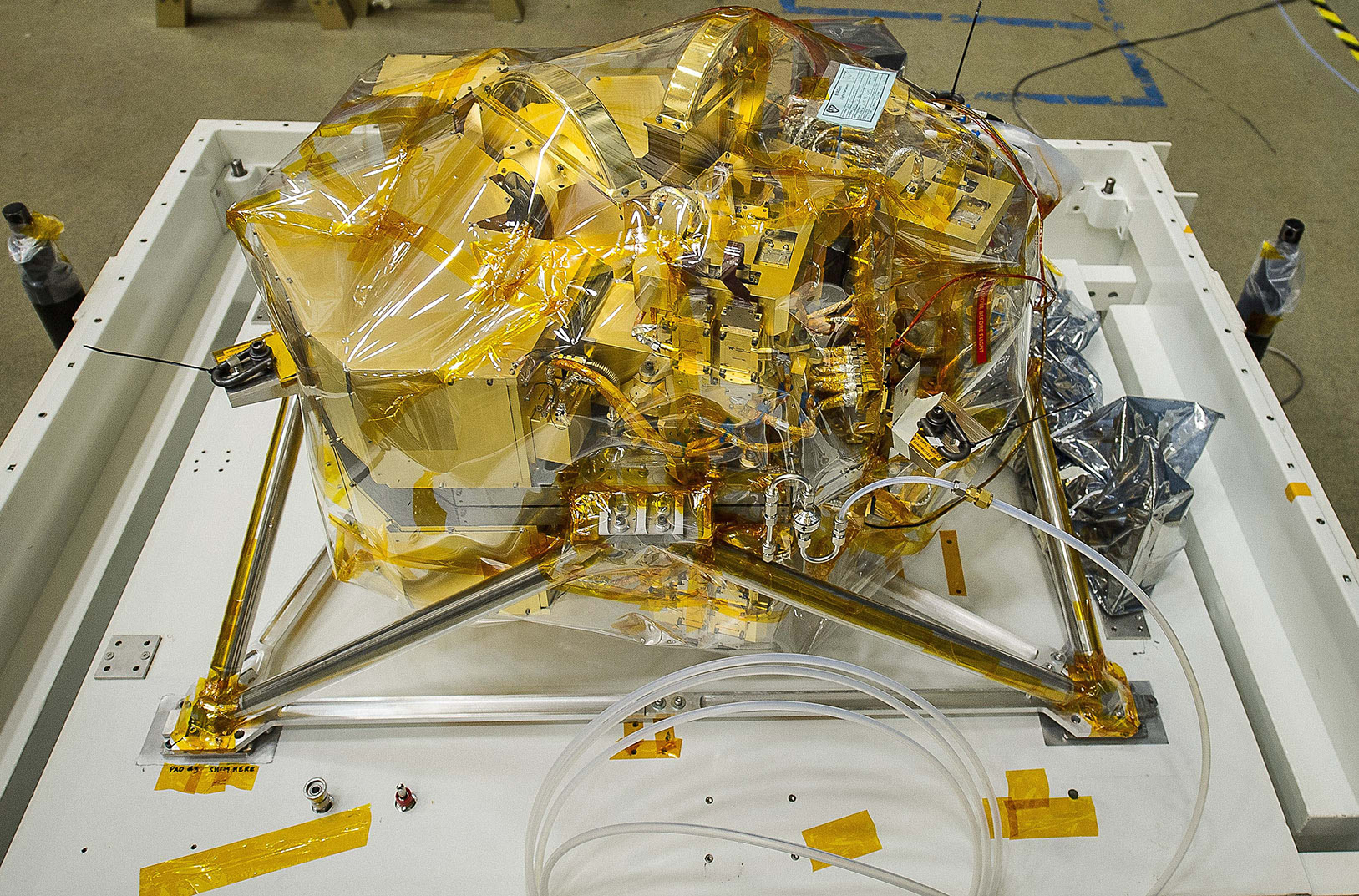
تم تجهيز الكاميرا NIRCam في عام 2013

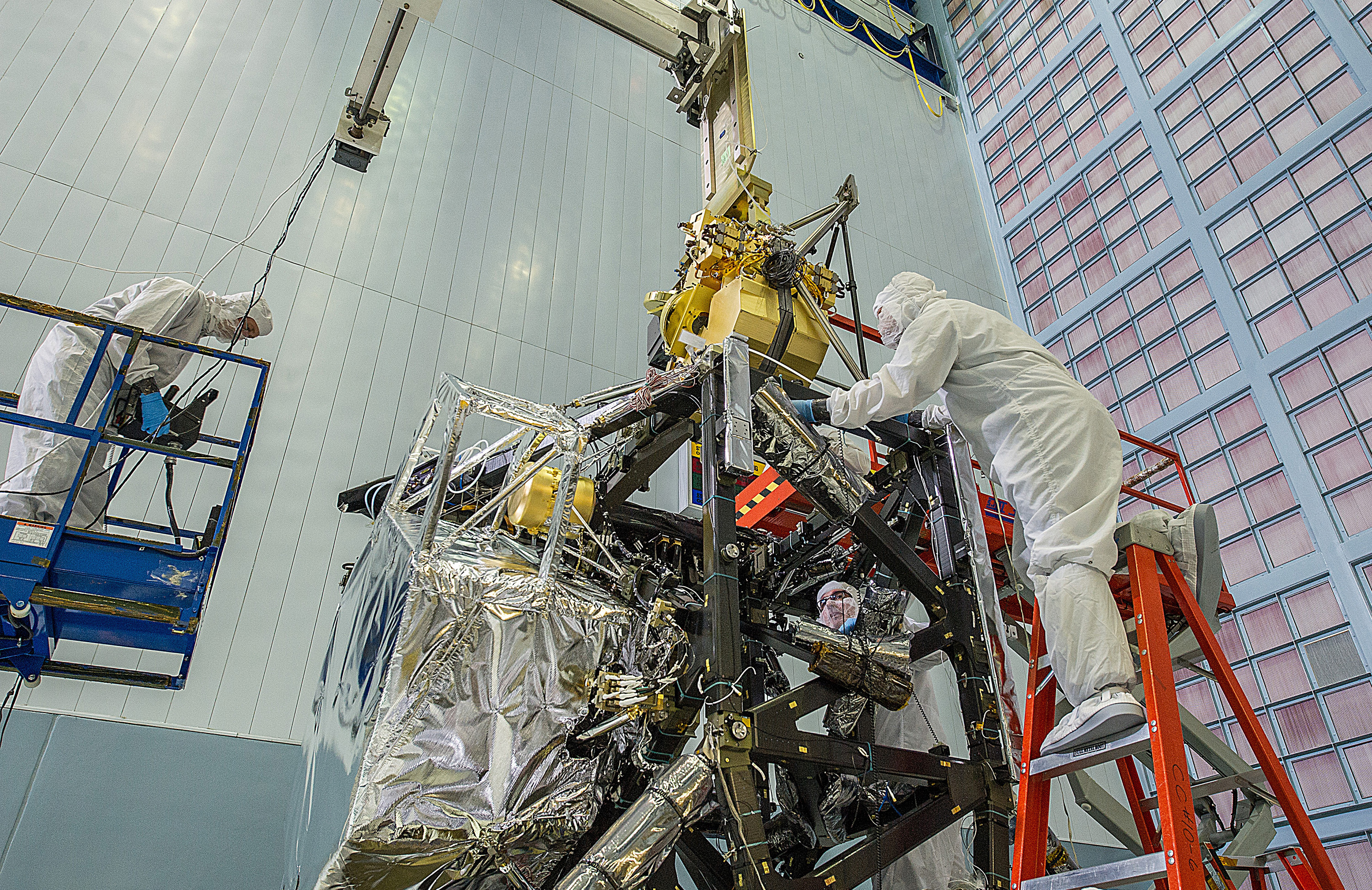
يتم تثبيت NIRCamكاميرا في عام 2014

كاميرا نيركام NIRCamهي كاميرا على متن تلسكوب جيمس ويب الفضائي. لديها مهمتان رئيسيتان: كمصور من 0.6 إلى 5 ميكرون لطول الموجة، وكمستشعر واجهة الموجة للحفاظ على المرايا المكونة من 18 قسمًا تعمل كمرآة كبيرة واحدة. بمعنى آخر، إنها كاميرا وتستخدم أيضًا لتوفير المعلومات لمحاذاة 18 مقطعًا من المرآة الأساسية. إنها كاميرا تعمل بالأشعة تحت الحمراء بها عشرة مصفوفات للكشف عن الزئبق والكادميوم والتيلورايد (HgCdTe)، ولكل مجموعة مصفوفة من 2048 × 2048 بكسل. تتمتع الكاميرا بمجال رؤية 2.2x2.2 دقيقة قوسية مع دقة زاوية تبلغ 0.07 ثانية قوسية عند 2 ميكرون. تم تجهيز NIRCam أيضًا بـ كورونوغراف (جهاز يقيس ألوان الطيف)، مما يساعد على جمع البيانات عن الكواكب الخارجية بالقرب من النجوم. إنه يساعد في تصوير أي جسم بجوار جرم أكثر إشراقًا، لأن الكوروناجراف يحجب هذا الضوء.
توجد الكاميرا NIRCam في وحدة أجهزة العلوم المتكاملة، ويتم توصيل بينهما بواسطة دعامات. إنها مصممة للعمل عند 37 كلفن (تقريبًا ناقص 400 درجة فهرنهايت)، لذلك يمكنه اكتشاف الأشعة تحت الحمراء عند هذا الطول الموجي. يتم توصيله بـ ISIM بواسطة دعامات وأشرطة حرارية متصلة بمشعات حرارية، مما يساعد في الحفاظ على درجة حرارته. تعمل إلكترونيات Focal Plane عند درجة حرارة 290 كلفن.
تستطيع NIRCam المشاهدة حتى قدرة ظاهرية +29 مع تصوير لمدة 10.000 ثانية (حوالي 2.8 ساعة). يجعل هذه الأرصاد في الضوء من 0.6 (600 نانومتر) حتى 5 ميكرون (5000 نانومتر) للطول الموجي. يمكنها المشاهدة في مجالين من مجالات الرؤية، ويمكن لأي من الجانبين القيام بالتصوير، أو من قدرات معدات استشعار واجهة الموجة للتحليل الطيفي. يعتبر استشعار واجهة الموجة أدق بكثير من سماكة شعر الإنسان العادي. يجب أن تعمل بدقة لا تقل عن 93 نانومتر، وقد حققت في الاختبار حتى ما بين 32 و 52 نانومتر. يبلغ قطر شعرة الإنسان عدة آلاف النانومترات.

## الأجهزة الرئيسية

### المكونات
تشمل مكونات مستشعر واجهة الموجة:
- مشتت مجسات هارتمان
- غريس
- عدسات ضعيفة

أجزاء من NIRCam:
- مرآة صغيرة
- نموذج CAD لوحدة NIRCAM. كورونوغراف
- مرآة قابلة للطي
- عدسات الموازاة
- فاصل شعاع مزدوج اللون
- عجلة التصفية Longwave
- مجموعة عدسة الكاميرا Longwave
- الطائرة البؤرية Longwave
- تجميع عجلة مرشح الموجة القصيرة

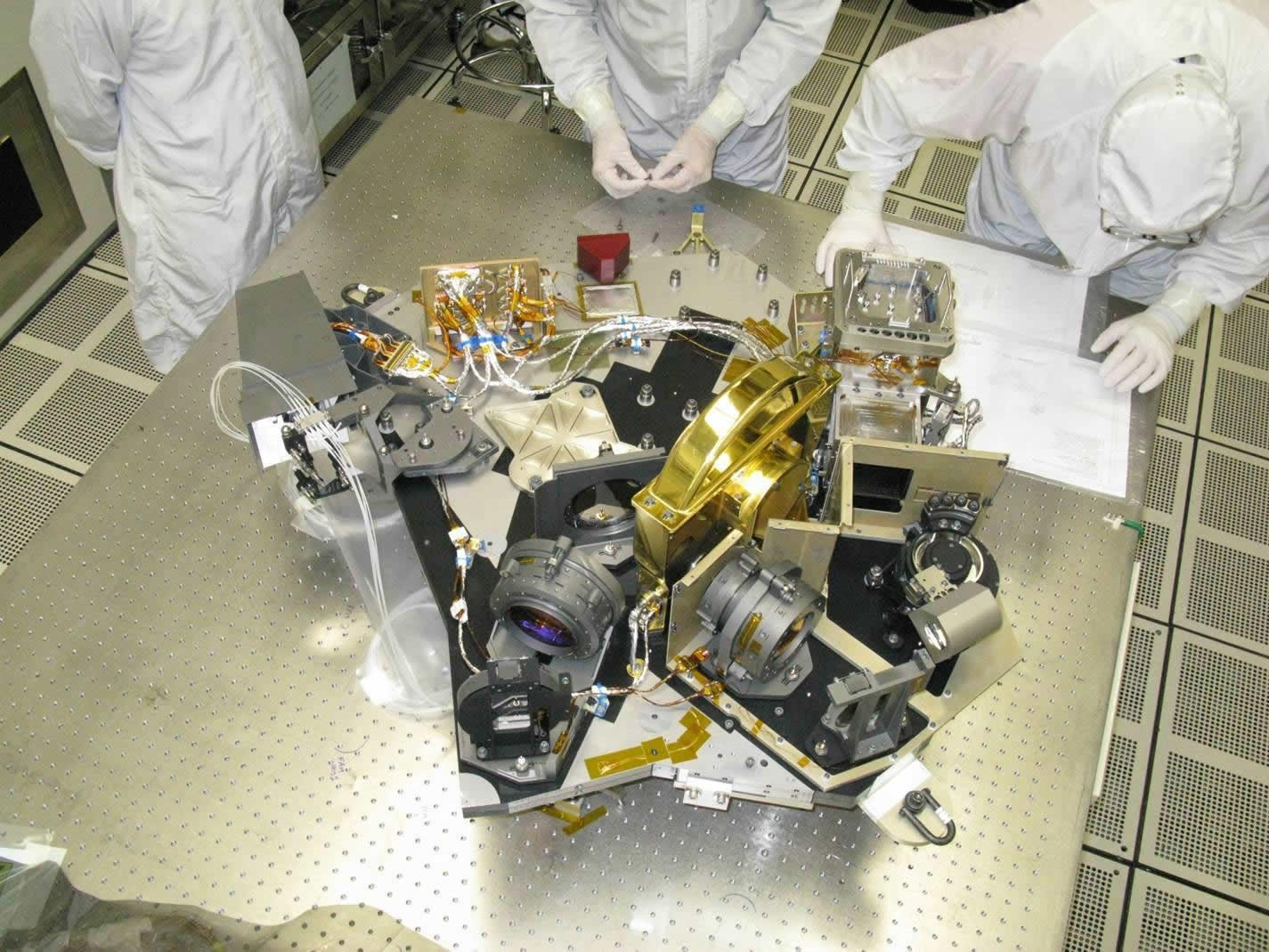
وحدة اختبار هندسفحص هندسي ، يظهر بعض البصريات الداخلية لـ NIRCam مثل العدسات الموازاة العدسات المنظمىة لأشعة الضوء و المرايا

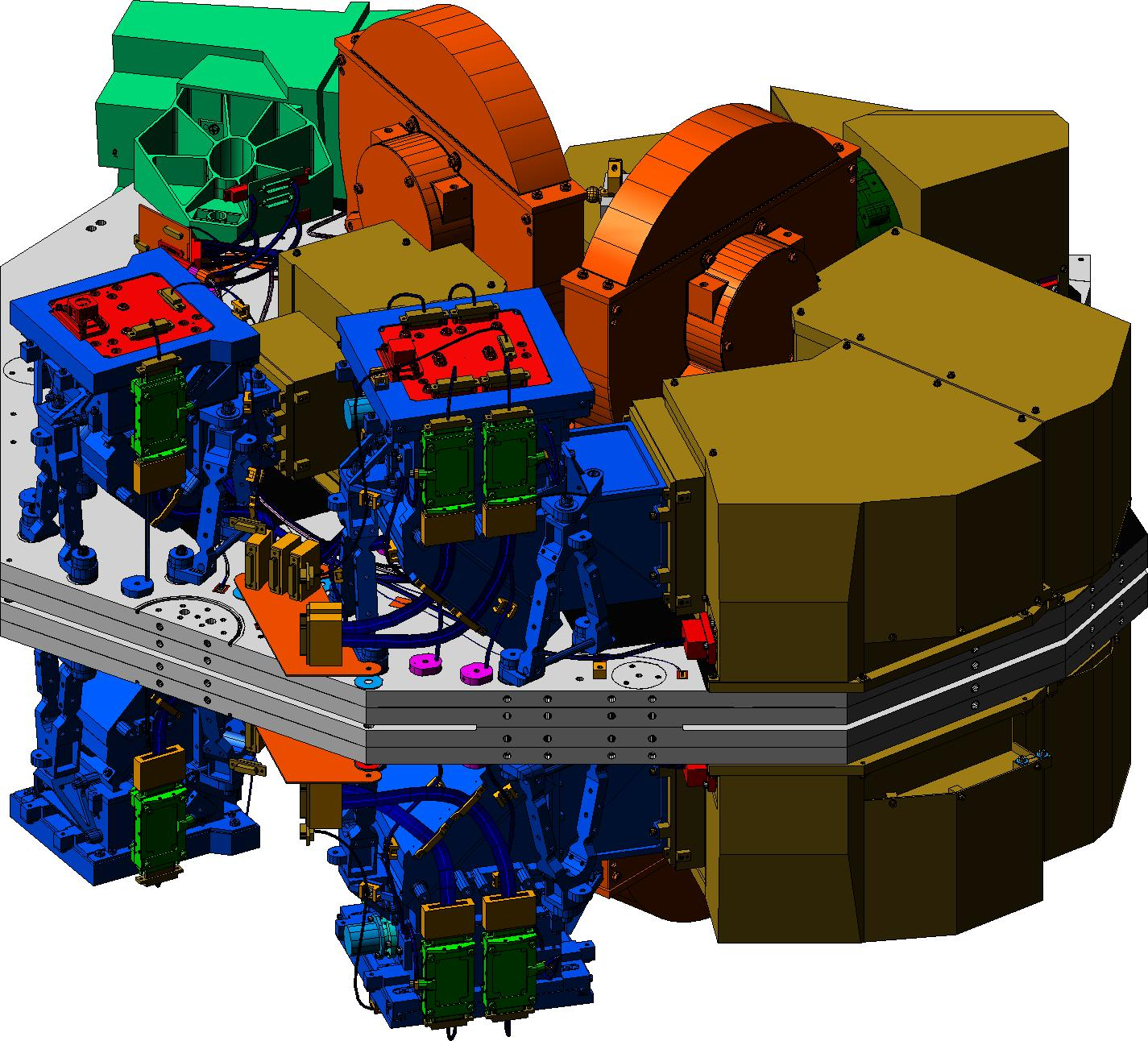
نموذج CAD لوحدة NIRCAM.

- مجموعة عدسات الكاميرا ذات الموجة القصيرة
- مرآة قابلة للطي بالموجات القصيرة
- عدسة تصوير التلميذ
- المستوى البؤري الموجة القصيرة

### نظرة عامة

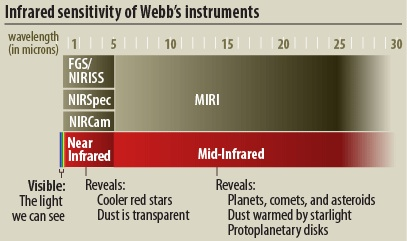
رسم يوضح مجالات تصوير أدوات التلسكوب JWST ونطاقات رصدها للضوء حسب الطول الموجي. أطوال الموجة تراها أعلى الرسم (وحدات طول الموجة بالميكرون).

تحتوي NIRCam على نظامين بصريين كاملين للتكراروالتأكد من القياسات. يمكن للجانبين العمل في نفس الوقت، ومشاهدة بقعتين منفصلتين من السماء؛ يُطلق على الجانبين اسم الجانب أ والجانب ب. العدسات المستخدمة في البصريات الداخلية عبارة عن عاكسات ثلاثية. مواد العدسة هي فلوريد الليثيوم (LiF)، وفلوريد الباريوم (BaF 2) وسيلينيد الزنك (ZnSe). العدسات الثلاثية هي بصريات موازاة. أكبر عدسة لديها 90 مم من الفتحة الأمامية.
يتم تقسيم نطاق الطول الموجي المرصود إلى طول موجي قصير وطول موجي طويل. يتراوح نطاق الطول الموجي القصير من 0.6 إلى 2.3 ميكرون ويتراوح نطاق الطول الموجي الطويل من 2.4 إلى 5 ميكرون؛ كلاهما له نفس مجال الرؤية والوصول إلى المحلل اللوني (كرونوغراف). يعرض كل جانب من جوانب الكاميرا نيركام مساحة 2.2 دقيقة قوسية في 2.2 دقيقة قوسية من السماء في الأطوال الموجية القصيرة والطويلة؛ ومع ذلك، فإن الذراع ذات الطول الموجي القصير له ضعف الدقة في الوضوح. يحتوي الذراع ذو الطول الموجي الطويل على مجموعة واحدة لكل جانب (اثنان بشكل عام)، والذراع ذو الطول الموجي القصير يحتوي على أربع مصفوفات لكل جانب، أو 8 بشكل عام. الجانب أ والجانب ب لهما مجال رؤية فريد، لكنهما متجاوران. بعبارة أخرى، تنظر الكاميرا إلى حقلين عريضين باتساع 2.2 دقيقة قوسية بجوار بعضهما البعض، ويتم رصد كل من هذه المناظر عند أطوال موجية قصيرة وطويلة في وقت واحد مع ذراع الطول الموجي القصير الذي يحتوي على ضعف دقة ذراع الطول الموجي الأطول.

### التصميم والتصنيع
بناة NIRCam هم جامعة أريزونا، وشركة Lockheed Martin ، وTeledyne Technologies ، بالتعاون مع وكالة الفضاء الأمريكية، ناسا. قامت شركة لوكهيد مارتن باختبار وتجميع الجهاز. صممت Teledyne Technologies وصنعت صفيفات الكشف عن الزئبق والكادميوم والتيلورايد العشر (HgCdTe)  تم الانتهاء من NIRCam في يوليو 2013 وتم شحنها إلى مركز Goddard Spaceflight ، وهو مركز ناسا الذي يدير مشروع JWST.

## الأهداف
تشمل الأهداف العلمية الأربعة الرئيسية لـكاميرا NIRCam ما يلي:
1. دراسة تكوين وتتطور أول لأجرام المضيئة في الكون وتفسير مرحلة إعادة التأين 

2.دراسة طريقت تكون الأجرام الحالية (مجرات، مجرات نشطة، التجمعات وعناقيد المجرات) وتكوين النجوم من غاز د ووجود معادن في الكون القديم.

3.تحسين فهمنا لتولد النجوم والأنظمة الكوكبية.

4.دراسة الطروف الكيميائية والفيزيائية لأجرام الموجموعات الكوكبية بهدف فهم كيف نشأت الحياة على الأرض
```
 Biechman, et al.
[
20
]
```

## رسم توضيحي

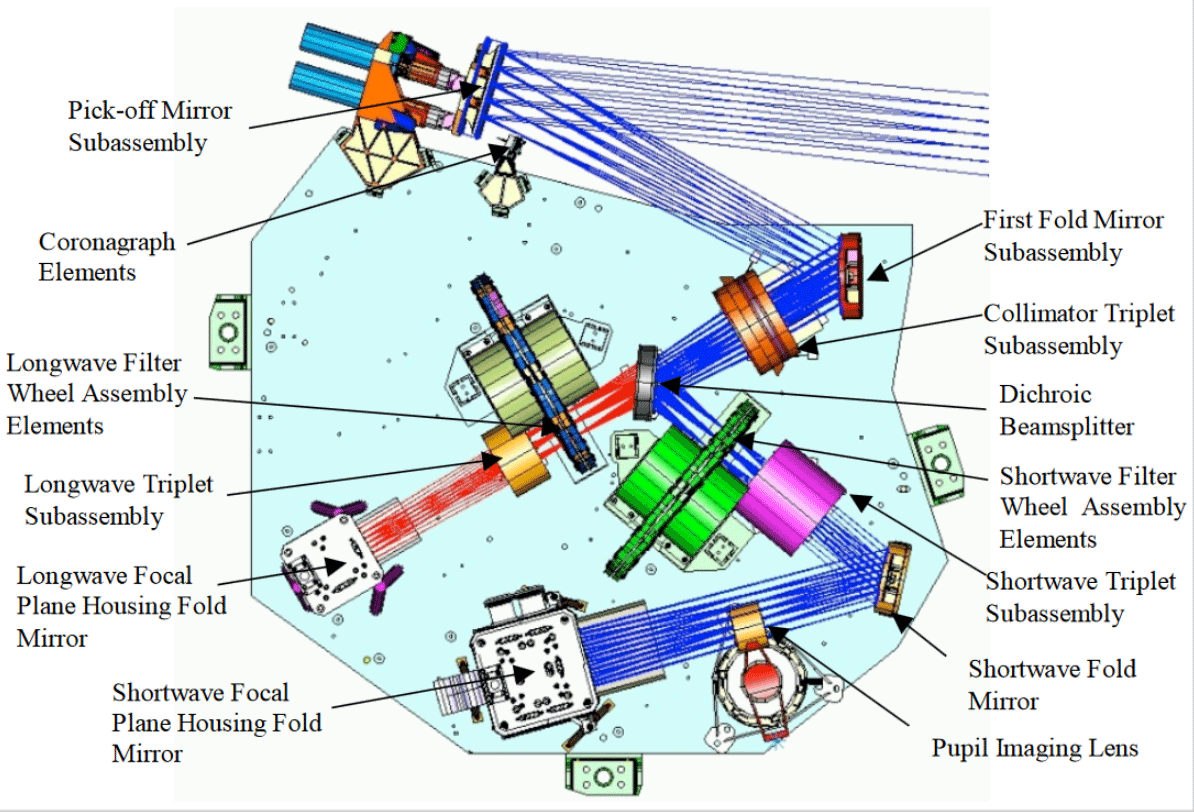
أجزاء الكاميرا NIRcam

## اقرأ أيضا
- عناصر البصريات في تلسكوب
- تلسكوب جيمس ويب الفضائي
- كاميرا ميري (للأشعة تحت الحمراء المتوسطة)
- تلسكوب جيمس ويب الفضائي
- كاميرا المجال القريب من الأشعة تحت الحمراء والمطياف متعدد الأجرام (defunct NIR Hubble instrument)
- كاميرا واسعة المجال 3 (current NIR Hubble instrument)
- كاميرا ميري (للأشعة تحت الحمراء المتوسطة) (JWST's 5-28 micron camera/spectrograph)
- Infrared Array Camera (Spitzer near- to mid-infrared camera)